# I-League 2nd Division 2020
L'I-League 2nd Division 2020 è stata la dodicesima edizione della I-League 2nd Division, il campionato professionistico indiano calcio club, sin dalla sua istituzione nel 2008.

## Squadre partecipanti
| Squadra           | Luogo                         | Allenatore             |
| ----------------- | ----------------------------- | ---------------------- |
| ARA               | Ahmedabad, Gujarat            | Manuel Retamero Fraile |
| ATK B             | Calcutta, Bengala Occidentale | Deggie Cardozo         |
| AU Rajasthan      | Jaipur, Rajasthan             | -                      |
| Bengaluru B       | Bengaluru, Karnataka          | Naushad Moosa          |
| Bengaluru United  | Bengaluru, Karnataka          | Richard Hood           |
| Bhawanipore       | Calcutta, Bengala Occidentale | Sankarlal Chakraborty  |
| Chennaiyin B      | Chennai, Tamil Nadu           | Santosh Kashyap        |
| Garhwal           | Nuova Delhi                   |                        |
| FC Goa B          | Margao, Goa                   | Clifford Miranda       |
| Hyderabad B       | Hyderabad, Telangana          | Anshul Katiyar         |
| Indian Arrows B   |                               |                        |
| Jamshedpur B      | Jamshedpur, Jharkhand         | Kundan Chandra         |
| Kerala            | Thrissur, Kerala              | TG Purushothaman       |
| Kerala Blasters B | Kochi, Kerala                 | Renjith Ajithkumar     |
| Lonestar Kashmir  | Srinagar, Jammu e Kashmir     |                        |
| Mohammedan        | Calcutta, Bengala Occidentale | Saheed Ramon           |
| Mumbai City B     | Mumbai, Maharashtra           | -                      |
| Punjab B          | Chandigarh, Punjab            | -                      |

## Giocatori stranieri
| Squadra          | Giocatore 1          | Giocatore 2        | Giocatore 3    | Giocatore 4 |
| ---------------- | -------------------- | ------------------ | -------------- | ----------- |
| ARA              |                      |                    |                |             |
| AU Rajasthan     |                      |                    |                |             |
| Bhawanipore      | Hudson Lima Da Silva | Richard Gariseb    | Victor Kamhuka |             |
| Bengaluru United |                      |                    |                |             |
| Garhwal          |                      |                    |                |             |
| Kerala           | Mike Foku Djougo     | Abdoul Karim Sylla |                |             |
| Lonestar Kashmir |                      |                    |                |             |
| Mohammedan       | Arthur Kouassi       | Moses Zutah        | Kareem Nurain  | Musa Mudde  |

## Classifica

### Gruppo A
|                  | Pos. | Squadra          | Pt | G | V | N | P | GF | GS | DR |
| ---------------- | ---- | ---------------- | -- | - | - | - | - | -- | -- | -- |
| India (bandiera) | 1.   | Garhwal          | 14 | 7 | 4 | 2 | 1 | 14 | 8  | +6 |
|                  | 2.   | ATK B            | 14 | 8 | 4 | 2 | 2 | 10 | 9  | +1 |
|                  | 3.   | Jamshedpur B     | 10 | 8 | 2 | 4 | 2 | 7  | 9  | -2 |
|                  | 4.   | Punjab B         | 9  | 6 | 3 | 0 | 3 | 8  | 5  | +3 |
|                  | 5.   | AU Rajasthan     | 5  | 6 | 1 | 2 | 3 | 4  | 7  | -3 |
|                  | 6.   | Lonestar Kashmir | 5  | 7 | 1 | 2 | 4 | 8  | 13 | -5 |

### Gruppo B
|  | Pos. | Squadra      | Pt | G | V | N | P | GF | GS | DR |
|  | ---- | ------------ | -- | - | - | - | - | -- | -- | -- |
|  | 1.   | Mohammedan   | 12 | 6 | 4 | 0 | 2 | 13 | 6  | +7 |
|  | 2.   | Bhawanipore  | 8  | 5 | 2 | 2 | 1 | 7  | 7  | 0  |
|  | 3.   | Hyderabad B  | 8  | 6 | 2 | 2 | 2 | 6  | 6  | 0  |
|  | 4.   | Chennaiyin B | 8  | 7 | 2 | 2 | 3 | 8  | 12 | -4 |
|  | 5.   | Bengaluru B  | 6  | 6 | 2 | 0 | 4 | 8  | 11 | -3 |

### Group C
|  | Pos. | Squadra           | Pt | G | V | N | P | GF | GS | DR  |
|  | ---- | ----------------- | -- | - | - | - | - | -- | -- | --- |
|  | 1.   | ARA               | 14 | 7 | 4 | 2 | 1 | 15 | 6  | +9  |
|  | 2.   | Bengaluru United  | 14 | 8 | 4 | 2 | 2 | 12 | 6  | +6  |
|  | 3.   | Kerala            | 9  | 7 | 2 | 3 | 2 | 9  | 7  | +2  |
|  | 4.   | FC Goa B          | 9  | 6 | 2 | 3 | 1 | 8  | 6  | +2  |
|  | 5.   | Kerala Blasters B | 5  | 7 | 1 | 2 | 4 | 8  | 14 | -6  |
|  | 6.   | Mumbai City B     | 5  | 7 | 1 | 2 | 4 | 4  | 17 | -13 |

## Turno finale
|  | Pos. | Squadra          | Pt | G | V | N | P | GF | GS | DR |
|  | ---- | ---------------- | -- | - | - | - | - | -- | -- | -- |
|  | 1.   | Mohammedan       | 10 | 4 | 3 | 1 | 0 | 7  | 1  | +6 |
|  | 2.   | Bhawanipore      | 9  | 4 | 3 | 0 | 1 | 4  | 1  | +3 |
|  | 3.   | Bengaluru United | 5  | 4 | 1 | 2 | 1 | 2  | 3  | -1 |
|  | 4.   | ARA              | 2  | 4 | 0 | 2 | 2 | 3  | 8  | -5 |
|  | 5.   | Garhwal          | 1  | 4 | 0 | 1 | 3 | 3  | 6  | -3 |

Il 31 luglio 2020 il Kerala ha annunciato la sua intenzione di ritirarsi dalla competizione a seguito dei problemi finanziari legati alla pandemia di CoronaVirus. Successivamente anche Lonestar Kashmir e Rajasthan si sono ritirati dalla competizione per lo stesso motivo.

## Classifica marcatori
| Gol | Rigori |  | Giocatore                | Squadra          |
| --- | ------ |  | ------------------------ | ---------------- |
| 4   | 0      |  | Anwar Ali                | Delhi            |
| 3   | 0      |  | Sérgio Barboza           | Delhi            |
| 2   | 0      |  | Shubham Bhowmick         | Madan Maharaj    |
| 2   | 0      |  | Sukjit Singh             | Rajasthan United |
| 2   | 0      |  | Jiten Murmu              | Madan Maharaj    |
| 2   | 0      |  | Sheen Stevenson Sohktung | Ryntih           |